# کلیسای اسپیتاکاوور
کلیسای اسپیتاکاوور (ارمنی: Սպիտակավոր եկեղեցի; انگلیسی: Spitakavor Church) یک کلیسا حواری ارمنی واقع در آشتاراک، در استان آراگاتسوتن، ارمنستان می‌باشد. ساخت و ساز این ساختمان سده ۱۳ام میلادی؛ به پایان رسید. این بنا به سبک معماری ارمنی طراحی شده‌است.